# Avon-la-Pèze
Avon-la-Pèze település Franciaországban, Aube megyében. Lakosainak száma 209 fő (2022. január 1.). Avon-la-Pèze Bourdenay, Fay-lès-Marcilly, Marcilly-le-Hayer, Marigny-le-Châtel, Rigny-la-Nonneuse és Saint-Lupien községekkel határos.

## Népesség
A település népességének változása:
| Lakosok száma | 135  | 115  | 114  | 166  | 203  | 199  | 193  | 187  | 193  | 209  |
|               | 1968 | 1982 | 1990 | 2006 | 2013 | 2015 | 2017 | 2019 | 2020 | 2022 |